# Estheria nigripes
Estheria nigripes är en tvåvingeart som först beskrevs av Villeneuve 1920.  Estheria nigripes ingår i släktet Estheria och familjen parasitflugor. Inga underarter finns listade i Catalogue of Life.